# Российский университет спецназа имени В. В. Путина
Росси́йский университе́т спецна́за и́мени В. В. Пу́тина или РУС — первое и на данный момент единственное частное учебное заведение в Российской Федерации для обеспечения профессиональной подготовки специальных подразделений. Основан 1 августа 2013 года по предложению главы Чеченской Республики Рамзана Кадырова в Гудермесе как «Международный учебный центр сил специального назначения» (в августе 2017 года был переименован в «Российский университет спецназа»). 20 февраля 2024 года Рамзан Кадыров в своём телеграм-канале объявил, что «Российский университет спецназа» будет носить имя президента РФ Владимира Путина.

## История
Университет спецназа действует с августа 2013 года. На базе Российского университета спецназа в Гудермесе функционирует единственный в России образовательный центр для обучения волонтёров тактико-поисковым операциям, оказанию первой помощи, умению обращаться с техническими средствами. Центр также готовит кинологов, осуществляет подготовку по работе на водоёмах, пользованию эхолотами, квадрокоптерами.
В апреле 2016 года группа сотрудников полка УВО Федеральной службы национальной гвардии РФ «Летучий отряд», подготовленная по специальной программе инструкторами университета при поддержке Русского географического общества, провела тактико-специальные учения в Арктике. В ходе этих учений инструкторским составом был накоплен методический материал и практический опыт подготовки специальных операций в условиях полярных широт. В 2017 году руководством Федеральной службы войск национальной гвардии РФ было принято решение проводить подготовку специального отряда для проведения учебно-тренировочных занятий Арктике, который создаётся в системе Росгвардии на базе Российского университета спецназа.
В марте 2017 года под руководством инструкторской команды университета было запущено серийное производство первых боевых багги Чаборз М-3.
В апреле 2018 года сотрудники спецподразделений Росгвардии вместе с инструкторами РУС провели масштабные учения по тактико-специальной подготовке в условиях Крайнего Севера. Учения проводились на ледоколе в Мурманске, а финальный этап прошел на архипелаге Земля Франца-Иосифа. В ходе учений были также испытана арктическая версия багги «Чаборз М-3».
В 2024 году в ходе российского вторжения в Украину в Москве здание университета атаковал украинский дрон. Возник пожар, пострадавших не было. Другой версией является запуск дрона из соседних Дагестана или Ингушетии в ходе конфликта вокруг Wildberries сторонников Рамзана Кадырова и дагестанского криминалитета, связанного с дагестанским губернатором Сулейманом Керимовым.

## Собственники и руководство
Инструкторскую команду специалистов университета возглавляет Помощник Главы ЧР, полковник полиции Ваханов Байбетар Халидович. Команда имеет обширный опыт подготовки и проведения специальных операций. Она уже четвёртый год работает над развитием программ обучения, готовит тренеров и руководит проектом создания университета. Также, многие зарубежные военные подразделения проявляют интерес к обучению в вузе.

## Дисциплины подготовки
РУС готовит специалистов по различным дисциплинам ТСП: огневая, тактико-специальная, воздушно-десантная, горная, водолазная, охранная, военно-медицинская, подготовка военных журналистов, кинологическая, автоподготовка, инженерная и IT-подготовка. Все дисциплины адаптированы также для спортивной подготовки гражданских лиц. На базе университета реализуются направления подготовки сотрудников охраны высших должностных лиц и работников охранных предприятий, включающие общефизическую подготовку, тактику ведения охраняемого лица, сопровождение, в том числе автомобильное, медицинскую доврачебную помощь, превентивные меры по обеспечению безопасности, контрснайперинг, рукопашный бой и специальную подготовку.
Также, осуществляется горная подготовка. Для подготовки будущих альпинистов также оборудован полигон в селе Чишки и готовится горный полигон у села Нашха. На данный момент реализован проект «15 вершин Кавказа», в его рамках идет подготовка группы сертифицированных инструкторов по альпинизму.
| № | Вид направления                            | Программа курса |
| - | ------------------------------------------ | --- |
| 1 | Огневая подготовка: пистолет               | Огневая подготовка сотрудников специальных подразделений по обращению с короткоствольным оружием                                                  |
| 2 | Огневая подготовка: автомат                | Огневая подготовка сотрудников специальных подразделений по обращению с автоматом Калашникова, и стрельбе на ближнюю, среднюю и дальнюю дистанцию |
| 3 | Огневая подготовка: снайперская подготовка | Снайперская подготовка сотрудников специальных подразделений                                                                                      |
| 4 | Тактико-специальная подготовка (ТСП)       | Подготовка сотрудников специальных подразделений по действиям в условиях населенного пункта                                                       |
| 5 | Тактико-специальная подготовка             | Подготовка сотрудников специальных подразделений для выполнения разведывательных и специальных задач в условиях горно-лесистой местности          |
| 6 | Тактическая медицина                       | Подготовка сотрудников специальных подразделений оказанию помощи в зонах ведения боевых действий                                                  |
| 7 | Штурмовой альпинизм                        | Подготовка сотрудников специальных подразделений по специальной высотной подготовке и штурмовому альпинизму                                       |
| 8 | Беспарашютное десантирование               | Подготовка сотрудников специальных подразделений беспарашютному десантированию и эвакуации                                                        |
| 9 | Парашютная подготовка                      | Использование парашютных систем специального назначения для военнослужащих специальных подразделений                                              |

## Инфраструктура университета
Строительство Российского университета спецназа ведётся на территории более 400 гектаров в городе Гудермес и представляет собой многофункциональный комплекс из 95 зданий и сооружений, оснащенный с использованием специальных информационно-технических решений.
На территории университета построен тактический город, позволяющий имитировать ведение боя в реальных условиях и отрабатывать тактики антитеррористических действий, а также открытый стрелковый комплекс с более чем 20 стрелковыми галереями разной дальности стрельбы. Тактический город и стрелковые галереи позволяют создавать непредсказуемую обстановку: к примеру, моделируются различные ситуации штурма и захвата заложников террористами.
Кроме того, на территории построен тактический водоем с площадью зеркала воды 2 гектара и глубиной 10 м для всевозможных тренировок по ведению стрельбы и отработке парашютного и беспарашютного десантирования на воду. Для реализации направления воздушной подготовки в университете создается инфраструктура включающая взлетно-посадочную бетонную полосу длиной 1600 м.
Здание аэродинамического комплекса «Goodsky» предназначено для обучения и тренировок парашютистов в вертикальной аэродинамической трубе диаметром 5 метров и оборудовано зрительным залом на 220 посадочных мест. К примеру, учащиеся уже проходят обучения по программам прыжков с парашютными системами типа «крыло», при полной экипировке в сложных метеоусловиях и в различное время суток.